# Duiventoren (Breda)

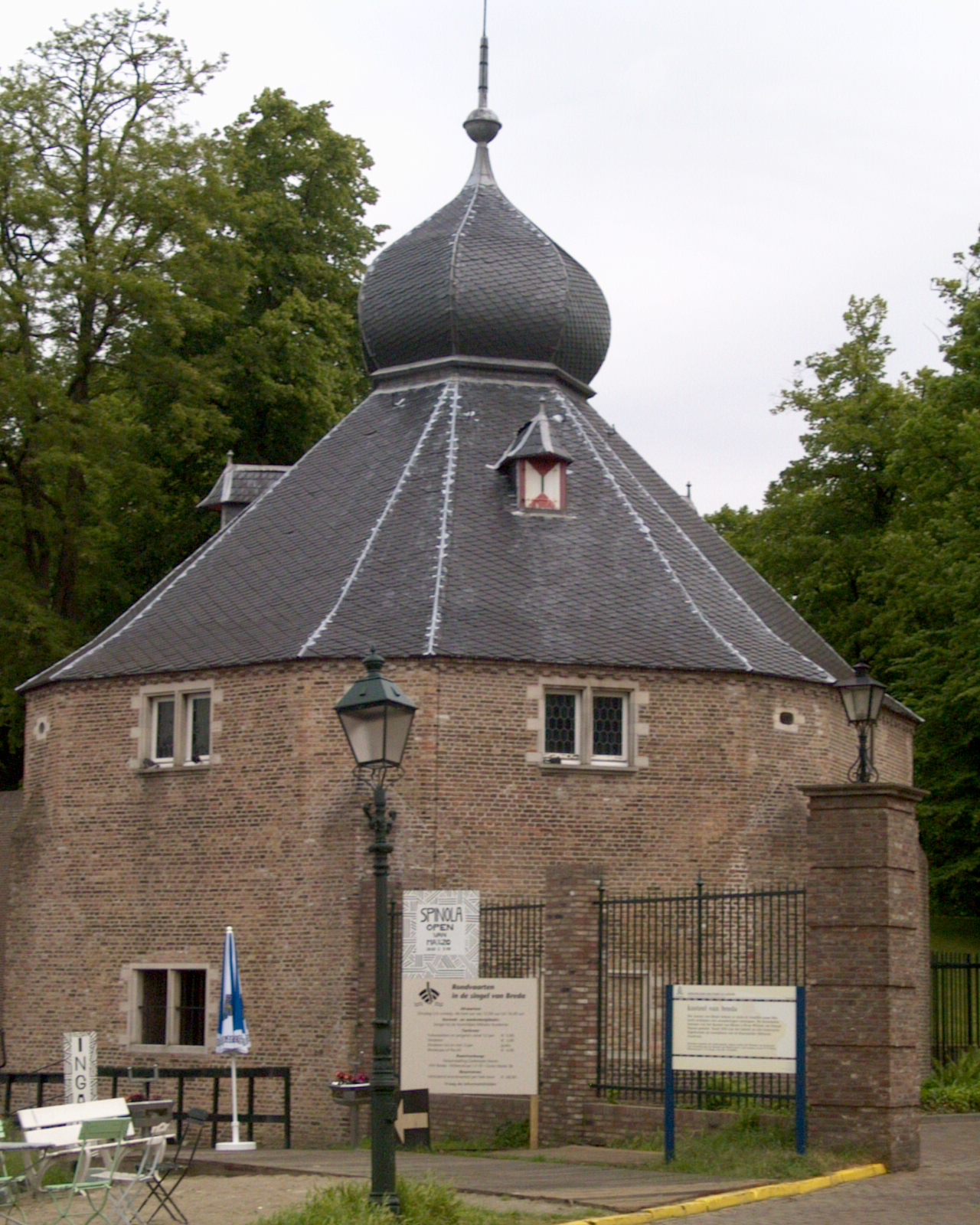
Duiventoren

De Duiventoren is een van de twee zevenhoekige torens behorende bij het Kasteel van Breda. Deze torens, de Duiventoren en de Granaattoren, liggen aan het Spanjaardsgat, dicht bij de haven in het centrum van Breda en zijn de enige resten van de versterkingen die in 1530 door Hendrik III van Nassau aan de reeds bestaande vestingwerken werden toegevoegd.
Het recht was een feodaal recht om duiven te mogen houden en was voorbehouden aan de adel en de geestelijkheid. De duiventoren heeft deze functie al lang verloren. Tussen 1903 en 1910 is ze gerestaureerd, waarbij ook het bolletje op de toren is geplaatst.
Het Kasteel van Breda is sinds 1826 in gebruik door de Koninklijke Militaire Academie (KMA).